# Telmatobius culeus
La rana gigante del lago Titicaca (Telmatobius culeus) es una especie de anfibio anuro gigante de la familia Telmatobiidae. Es endémica del lago Titicaca. También es conocida en aymara, lengua originaria, como keles y como jampathu huankele.

## Descripción
La rana gigante del lago Titicaca tiene la cabeza redondeada frontalmente. Su dorso es muy glandular provocando, cuando la especie es cogida con la mano, la secreción de una mucosa muy pegajosa no irritante. La piel puede ser verrugosa sobre los costados. La coloración del dorso es variable, desde olivo claro uniforme a oscuro con diferentes diseños que pueden variar desde motas blancas o puntos hasta parecer grises, ventralmente el color es más claro y uniforme pudiendo ser blanco, gris claro hasta anaranjado como generalmente se observa en el lago Menor. Los dedos anteriores son libres, los posteriores semiunidos. Largo del cuerpo mayor a 140 mm, pesan alrededor de 150g. Dependiendo del lugar de captura el tamaño es variable habiéndose encontrado los especímenes más grandes en los alrededores de la isla del Sol con más de 380 g (modificado de Garman 1875). Se alimenta de moluscos, crustáceos, gusanos y larvas de insectos acuáticos, también incluye en su dieta algas grandes y en algunas ocasiones puede comer peces pequeños típicos del lago. Su hábitat está conformado por el lago Titicaca y lagunas y ríos adyacentes, espacios donde ha desarrollado características únicas; entre las que destacan los abundantes pliegues de su piel, que le permiten vivir dentro del agua y en condiciones extremas de escasez de oxígeno, bajas temperaturas, profundidad, etc.
Debido al bajo contenido de oxígeno del Titicaca, Telmatobius culeus respira principalmente por medio de la piel. Es una especie exclusivamente acuática, y posee grandes pliegues de piel en todo el cuerpo. Los pliegues permiten aumentar absorción de oxígeno por la piel, una característica que se observa también en otros anfibios estrictamente acuáticos.
A principios de la década de 1970, una expedición dirigida por Jacques Yves Cousteau informó de ejemplares de esta especie de ranas de hasta 50 cm de largo, con un peso de un kilogramo, es por ello la mayor rana acuática en el mundo.

### Reproducción
La rana gigante del Titikaka, Telmatobius culeus, presenta un ciclo de reproducción donde la hembra puede llegar a desovar 113 "huevos" (en cautiverio) y hasta 500 "huevos" (en silvestría). Sin embargo, existe bibliografía que precisa que esta especie puede colocar hasta 1800 "huevos" en su habitat natural. 

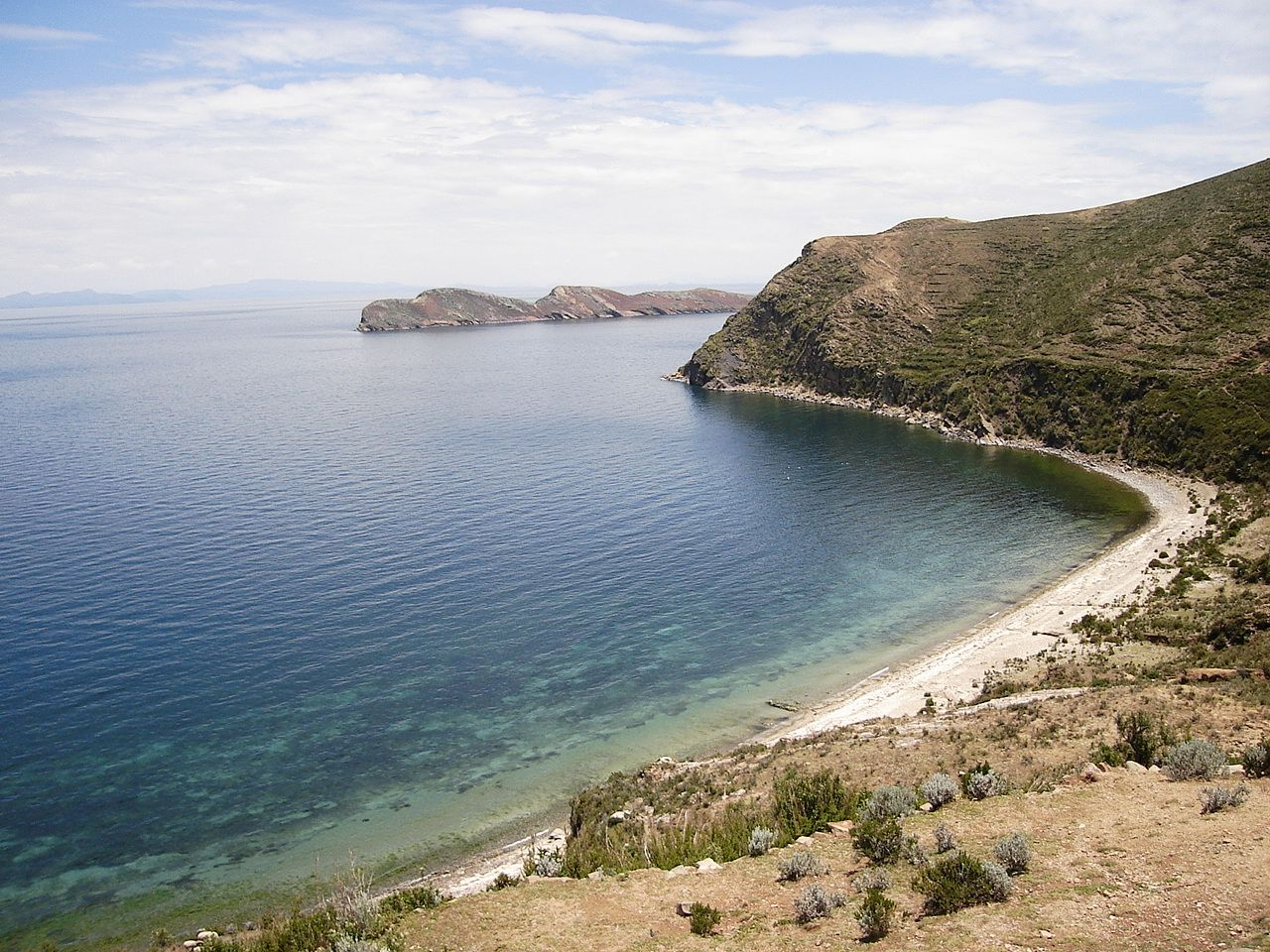
Vista de la parte boliviana del lago Titicaca, desde la isla del Sol, el lago es el único hábitat de Telmatobius culeus.

## Distribución
Es una especie endémica del lago Titicaca, Departamento de La Paz en Bolivia y Departamento de Puno en Perú, encontrándose en la ecorregión de la Puna Norteña.

## Conservación
Aunque la especie tiene aparentemente una amplia distribución en el lago Titicaca, se encuentra gravemente amenazada de extinción. En Bolivia está considerada como una especie amenazada desde 1996.  y actualmente se encuentra categorizada como en peligro crítico de extinción por la UICN.

### Amenazas
La mayor amenaza reportada es la caza de adultos. Sus extremidades están siendo comercializadas desde hace varias décadas atrás. En el 2006 se reportaron más de 15000 individuos/año empleados en la elaboración de "ancas de rana". Se tienen denuncias en el sector boliviano del tráfico ranas en cantidades elevadas para ser comercializadas en forma de jugo de rana para el consumo humano en la ciudad de Lima. También existen reportes de un uso incipiente en forma de jugó en la ciudad de El Alto. Por otro lado la gente local la utiliza como medicina tradicional, las ranas son raramente consumidas en sopas. No sólo la extracción para su venta la afecta directamente también, se ha observado gran mortalidad en época lluviosa. Sólo se cuentan con observaciones del estado de sus poblaciones en el lago Menor, en el que se estima que en los últimos 10 años se produjo una disminución del 39% de la población.
Otra importante amenaza es la contaminación de las aguas del lago Titicaca. Si bien no se ha confirmado la contaminación por metales pesados en el lago Menor, la utilización de compuestos organoclorados y organofosforados afectan indirectamente a los animales, principalmente en la reproducción y pueden ocasionar mutaciones en los cromosomas. El uso de plaguicidas agrícolas es elevado en la zona circundante al lago Titicaca. Se han observado mutaciones aunque en muy bajo porcentaje y también amputaciones, posiblemente causadas por aves o las redes de pesca (Pérez, 2002). Otra amenaza aún no comprobada es la expansión de quitridiomicosis (se han observado varios individuos con daños en la piel sin conocer su causa). 
Además de sus depredadores naturales como la gaviota (Larus serranus), todavía no se está confirmado la depredación de larvas y adultos por especies introducidas de peces (trucha arcoíris y pejerrey) (Pérez, 1998). En los estómagos se encuentran gran cantidad de parásitos nemátodos y helmintos.

### Medidas de conservación

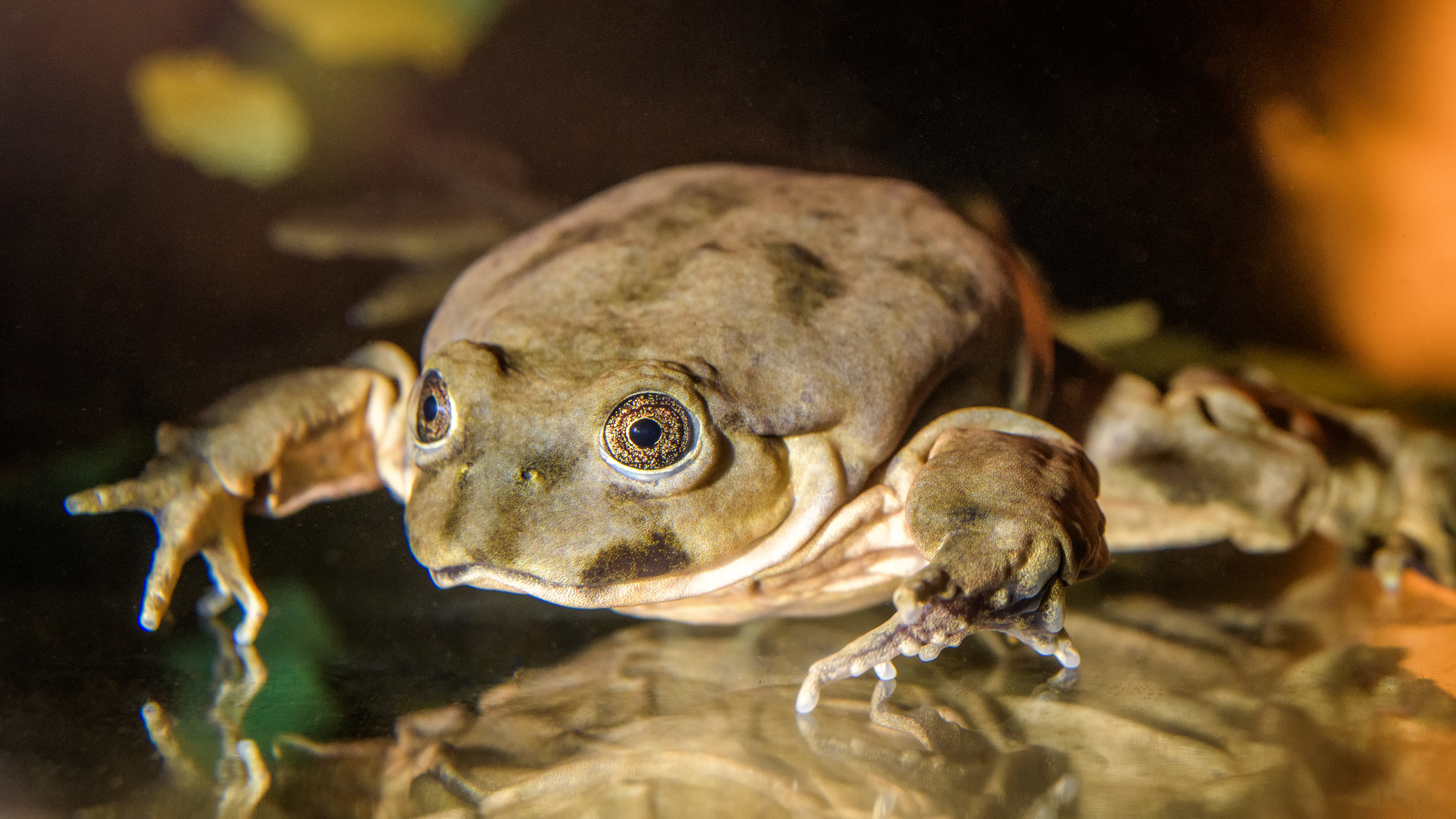
Telmatobius culeus en el Zoológico de Praga.

En Bolivia la especie está amparada en el D.S. 25458 de Veda general indefinida, y la Ley del Medio ambiente 1333 (1992) en sus artículos 52 al 57. En 2020 se anunció la implementación de un programa binacional  para su conservación amparado por un acuerdo realizado en 2018.

## Publicación original
- Garman, 1876 : «Exploration of Lake Titicaca by Alexander Agassiz and S. W. Garman. I. Fishes and Reptiles». Bulletin of the Museum of Comparative Zoology, vol. 3, n° 11, p. 273-279